# Айхендорф (награда)
Литературната награда „Айхендорф“ (на немски: Eichendorff-Literaturpreis) е учредена през 1956 г. и се присъжда ежегодно. Паричната премия е в размер на 5000 €.
С тази литературна награда в чест на поета Йозеф фон Айхендорф трябва между другото да се насочи вниманието към писатели, които произлизат от Силезия или интензивно се занимават със силезийската култура.

## Носители на наградата (подбор)
- Хайнц Пионтек (1971)
- Петер Хухел (1979)
- Кристине Буста (1982)
- Райнер Кунце (1984)
- Бернд Йенцш (1994)
- Илзе Тилш (1998)
- Петер Хертлинг (2000)
- Вулф Кирстен (2004)
- Ханс-Улрих Трайхел (2006)
- Кристоф Хайн (2010)
- Адам Загаевски (2014)
- Михаел Крюгер (2017)
- Керстин Прайвус (2018)